# Euclid and his Modern Rivals
Euclid and his Modern Rivals (englisch für Euklid und seine modernen Rivalen) ist ein Buch von Charles Lutwidge Dodgson, besser bekannt als Lewis Carroll, das erstmals 1879 bei Macmillan Publishers veröffentlicht wurde. In Form eines Dramas verteidigt das Werk Euklids Elemente gegen moderne Geometrie-Lehrbücher, besonders in der Behandlung von Parallelen.

## Inhalt

### Akt 1, Szene 1
Minos korrigiert studentische Übungsaufgaben. In einem Monolog erregt er sich über einen Studenten, der einem Lehrbuch Legendres folgend Euklids Satz 19 aus Satz 20 folgert, aber in der vorherigen Übung Euklid folgend Satz 20 aus Satz 19 bewiesen hat und somit einen Zirkelschluss verwendet. Rhadamanthus tritt ein. Auch er hat Probleme mit Aufgaben, die er korrigieren muss.

### Akt 1, Szene 2
Während Minos schläft, tritt der Geist von Euklid ein und fragt Minos, was in einem Lehrbuch über Geometrie am wichtigsten ist. Minos ist überrascht, gibt aber zur Antwort, dass klare Definitionen und logische Schlüsse wichtiger sind als eine vollständige Darstellung. Euklid bittet Minos um Kommentare darüber, in welchen Punkten ein Lehrbuch die Geometrie besser darstellen könnte als seine Elemente und nennt eine Reihe von Lehrbüchern, die Minos mit seinem eigenen Werk vergleichen solle. Damit dieser die Bücher nicht selber lesen muss, bietet Euklids Geist an, den Geist eines deutschen Professors zu holen, der alle diese Bücher gelesen hat und sie stellvertretend für ihre Autoren verteidigt, genannt „Herr Niemand“.
Die Hauptpunkte, auf die Minos achten soll, sind:
- Die Reihenfolge der Sätze sollte wenn möglich beibehalten werden.
- Konstruktionsaufgaben und Sätze sollten nicht getrennt werden.
- Definition und Behandlung von Geraden und Winkeln
- Behandlung des Parallelenaxioms

Bevor Minos die einzelnen Werke untersucht, diskutieren er und Euklid diese und einige weitere Punkte allgemein. Dabei stellt Euklid auch seine Elemente vor, zunächst die Sätze, die sich ohne Parallelenpostulat beweisen lassen, dann jene, bei denen dieses Axiom Anwendung findet. Er fügt eine Reihe von äquivalenten Formulierungen des Axioms an, die von anderen Autoren vorgeschlagen wurden. Euklid beweist einen Teil der vorgestellten Sätze, die restlichen Beweise finden sich in einem Anhang.

### Akt 2, Szene 1
Herr Niemand erscheint und beginnt gleich damit, die Werke von Euklids Rivalen zu diskutieren.

### Akt 2, Szene 2
Herr Niemand beginnt mit Legendres Éléments de Géométrie. Er stellt die Definitionen und Beweise vor, die sich stark von Euklids Vorgehen unterscheiden. Minos kommt zu dem Schluss, das Werk sei zwar für fortgeschrittene Leser elegant, für Anfänger aber ungeeignet.

### Akt 2, Szene 3
Das nächste Werk ist Cooleys The Elements of Geometry, simplified and explained. Minos stellt fest, dass in den Beweisen eine viel stärkere Definition von parallel verwendet wird, als definiert wurde, und verwirft das Werk.

### Akt 2, Szene 4
Es folgt Cuthbertsons Euclidian Geometry. Dieses Werk versucht einige Lücken zu schließen, die es bei Euklid gibt, indem der Autor Beweise für einige explizite oder implizite Axiome liefert. Doch Minos findet in all diesen Beweisen selbst wieder Lücken oder Axiome, die nicht einleuchtender sind als die dadurch bewiesenen Aussagen. Er kommt zum Schluss, dass sich das Werk nicht sehr von Euklids Elementen unterscheidet und einen klaren Stil hat, den Elementen jedoch nicht überlegen ist.

### Akt 2, Szene 5
Das nächste Werk (erst ab der zweiten Auflage) ist Elementary Geometry: Congruent Figures von Olaus Henrici. Herr Niemand hat große Probleme, die Definitionen zu finden, die Minos hören will. Minos findet etliche Widersprüche in den verschiedenen Definitionen zu Kurve, Gerade und Winkel. Über Henricis Versuch, das Parallelenpostulat zu rechtfertigen, geraten Minos und Herr Niemand in eine Diskussion über nichteuklidische Geometrien. Schließlich führt Minos eine Reihe von Stellen an, in denen Henrici unsauber argumentiert. Wortreich führt er schließlich aus, dass er Henricis Buch für absolut untauglich hält.

### Akt 2, Szene 6
Diese Szene ist in drei Abschnitte unterteilt, in denen Minos und Herr Niemand folgende Bücher diskutieren, die ähnliche Ansätze verwenden:
- James Maurice Wilson: Elementary Geometry
- Benjamin Peirce: An Elementary Treatise on Plane and Solid Geometry
- William Alexander Willock: The Elementary Geometry of the Right Line and Circle

Im Ergebnis lehnt Minos wiederum alle Bücher als ungeeignete Lehrwerke ab.

### Akt 3, Szene 1
Auch in dieser Szene diskutieren Minos und Herr Niemand mehrere Werke, die alle Euklids Elemente als Vorbild haben:
- William Chauvenet: A Treatise on Elementary Geometry
- Elias Loomis: Elements of Geometry
- John Reynell Morell: Euclid Simplified
- Edward Morris Reynolds: Modern Methods in Elementary Geometry
- Richard P. Wright: The Elements of Plane Geometry

Minos befindet die beiden ersten Werke als gut, wenn auch den Elementen nicht überlegen, lehnt die drei anderen aber wegen unterschiedlicher Probleme ab.

### Akt 3, Szene 2
Anschließend diskutieren Minos und Herr Niemand den Lehrplan der Association for the Improvement of Geometrical Teaching und Wilsons Lehrbuch, das diesem Lehrplan folgt. Herr Niemand behauptet, Mitglied dieser Vereinigung zu sein, denn Niemand sei noch am Tage zuvor aufgenommen worden. In dieser Rolle nimmt er den Namen Nostradamus an, es erscheinen Nero (mit einem Plan Rom zu beleuchten und wärmen), Guy Fawkes (um die Position der Mitglieder des Parlaments zu verbessern), Marie-Madeleine de Brinvilliers (mit verdauungsfördernden Alternativen) und F. Gustrell (der Shakespeares Maulbeerbaum fällte, zur Verbesserung des literarischen Geschmacks). Schließlich erscheint noch Newtons Hund Diamond mit einem halb verbrannten Manuskript.
In der Diskussion mit Herrn Niemand (oder Nostradamus) lehnt Minos zunächst den Lehrplan, dann auch Wilsons Elementary Geometry, following the Syllabus prepared by the Geometrical Association ab.
Herr Niemand und die anderen Geister verschwinden.

### Akt 4
Euklid erscheint wieder, mit ihm Archimedes, Pythagoras, Aristoteles, Platon und weitere. Minos berichtet, dass er kein Lehrbuch gefunden hat, das besser sei als Euklids. Er diskutiert jedoch mit ihm einige Schwächen der Elemente, etwa, dass die Verwendung eines kollabierenden Zirkels umständlich sei, wogegen Euklid erwidert, dass – nachdem die Äquivalenz gezeigt wurde – auch ein gewöhnlicher Zirkel verwendet werden dürfe. Auch gegen weitere Einwände hat Euklid gute Erwiderungen. Euklid fordert Minos eindringlich auf, sein Werk als Lehrwerk beizubehalten und verschwindet mit den anderen Geistern.

## Werkgeschichte
Die erste Veröffentlichung von Euclid and his Modern Rivals erfolgte im März 1879. In zwei Anhängen sind Essays von Augustus De Morgan und Isaac Todhunter nachgedruckt. 1885 wurde eine Ergänzung veröffentlicht, die das Buch von Henrici behandelte sowie acht Rezensionen der ersten Auflage enthielt. Im gleichen Jahr erschien eine zweite überarbeitete Auflage, die auch die neue Szene zu Henricis Buch aus der Ergänzung übernahm. Neben diesen Auflagen zu Lebzeiten Dodgsons gibt es eine Reihe moderner Neuauflagen, etwa die von 1973 mit einem Vorwort von H. S. M. Coxeter.

## Hintergrund
In Großbritannien waren Euklids Elemente zu Dodgsons Zeit das Standardlehrwerk in Schule und Universität. Es diente nicht nur als Lehrbuch für Geometrie, sondern auch für logisches Schließen sowie – wenn es im Original verwendet wurde – als griechischer Übungstext. Erste Reformvorschläge kamen in den 1860er Jahren auf, etwa von Thomas Hewitt Key oder Thomas Archer Hirst. Zu den Mathematikern, die die Elemente als Lehrbuch verteidigten, gehörten neben Dodgson vor allem De Morgan und Todhunter. Dodgson gründet seine Kritik dabei auf 25 Jahre Erfahrung, die er beim Lehren von Geometrie hatte.
Um die Maßnahmen einer Verbesserung des Geometrieunterrichts zu bündeln, wurde 1871 die Association for the Improvement of Geometric Teaching gegründet, Vorläufer der heutigen britischen Mathematical Association. Auch die British Association richtete ein ähnliches Komitee ein. Der erste mit Euklid konkurrierende Lehrplan von 1877 stieß bei den Universitäten jedoch auf breite Ablehnung. Trotz Überarbeitungen erlaubten 1890 nur zwei britische Universitäten (London und Edinburgh) beliebige Lehrbücher für Geometrie, während alle anderen Universitäten weiterhin darauf bestanden, dass die Axiome und Reihenfolge der Lehrsätze weitgehend Euklids Elementen zu folgen hätten. Erst mit dem Beginn des 20. Jahrhunderts wurden die Elemente als verbindliches Lehrwerk langsam aufgegeben.
Dodgson veröffentlichte selbst eine Reihe von Büchern zu den Elementen, die seinen eigenen Vorschlägen folgen, also nur leicht modifizierte Ausgaben von Euklid darstellen. Mit Curiosa Mathematica, Part I: A New Theory of Parallels stellte er 1888 aber auch einen eigenen Ansatz vor, Parallelen zu behandeln, der sich von Euklid stark unterscheidet. Statt des üblichen Axioms setzt er die Aussage voraus, dass die Fläche eines einem Kreis einbeschriebenen gleichseitigen Dreiecks (in den ersten Auflagen ein Sechseck) größer ist als die Fläche jedes der drei Kreissegmente.

## Rezeption
Zeitgenössische Rezensionen waren sich weitgehend einig in zwei Kritikpunkten: Zum einen benutzte Dodgson in der ersten Auflage eine schwer verständlichen Symbolsprache (für die zweite Auflage verzichtete er darauf). Zum anderen betrifft die Kritik die Einseitigkeit des Werks. Nur Argumente für die Elemente werden genannt, Herr Niemand agiere als Strohmann. Ebenfalls bemängelt wurde, dass Dodgson längst überarbeitete Auflagen kritisiert, wobei in den aktuellen Auflagen die angesprochenen Kritikpunkte bereits behoben waren. Einige Einwände seien nur sprachliche Spitzfindigkeiten. Trotzdem empfahlen die meisten Rezensenten das Buch als lesenswert, da es einen interessanten Inhalt humorvoll darstelle.
Stuart Dodgson Collingwood berichtet davon, dass Euclid and his Modern Rivals selbst auch als Lehrbuch eingesetzt wurde.
Heutige Rezensenten sehen in dem Buch zum einen eine wertvolle Quelle zur Geschichte der Mathematikdidaktik, zum anderen liefere es eine interessante alternative Sicht auf den Autor, der vor allem durch Bücher wie Alice im Wunderland bekannt ist.

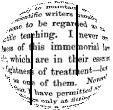
Nupedia-Logo

Neben der inhaltlichen Auseinandersetzung wurde das Werk auch künstlerisch rezipiert: Das erste Logo von Wikipedia, das Bjørn Smestad noch für das Vorgängerprojekt Nupedia entworfen hatte und bis Ende 2001 verwendet wurde, zeigt in einer Fischaugenprojektion einen Auszug aus dem Vorwort von Euclid and his Modern Rivals.

## Ausgaben
- Euclid and his Modern Rivals. Macmillan, 1879.
- Supplement to Euclid and his Modern Rivals. Macmillan, 1885. (Volltext in der Google-Buchsuche-USA)
- Euclid and his Modern Rivals. Macmillan, 1885. (online)
- Euclid and his Modern Rivals. Dover Phoenix Editions, 2004. ISBN 0-486-49566-3.